# Fumiaki Uto
| Odkryte planetoidy: 21 | Odkryte planetoidy: 21 | Odkryte planetoidy: 21 |
| ---------------------- | ---------------------- | ---------------------- |
| (7253) Nara            | 13 lutego 1993         |                        |
| (7895) Kaseda          | 22 lutego 1995         |                        |
| (8041) Masumoto        | 15 listopada 1993      |                        |
| (9648) Gotouhideo      | 30 października 1995   |                        |
| (12844) 1997 JE10      | 9 maja 1997            |                        |
| (14931) 1994 WR3       | 27 listopada 1994      |                        |
| (18489) 1996 BV2       | 26 stycznia 1996       |                        |
| (21810) 1999 TK19      | 9 października 1999    |                        |
| (22904) 1999 TL19      | 9 października 1999    |                        |
| (22976) 1999 VY23      | 13 listopada 1999      |                        |
| (24756) 1992 VF        | 2 listopada 1992       |                        |
| (25296) 1998 WD20      | 26 listopada 1998      |                        |
| (27182) 1999 CL3       | 8 lutego 1999          |                        |
| (35254) 1996 BW2       | 26 stycznia 1996       |                        |
| (44487) 1998 WC20      | 26 listopada 1998      |                        |
| (49442) 1998 YD7       | 20 grudnia 1998        |                        |
| (49497) 1999 CM3       | 8 lutego 1999          |                        |
| (49707) 1999 VZ23      | 13 listopada 1999      |                        |
| (56097) 1999 BC12      | 21 stycznia 1999       |                        |
| (59834) 1999 RE37      | 9 września 1999        |                        |
| (100327) 1995 QX       | 22 sierpnia 1995       |                        |

Fumiaki Uto (jap. 宇都文昭 Uto Fumiaki) – japoński astronom amator, zamieszkały w miejscowości Kashihara w prefekturze Nara. Odkrył 21 planetoid.